# Joshua Close
Joshua Close (* 31. August 1981 in Oakville, Ontario) ist ein kanadischer Schauspieler.

## Leben
Close wuchs in Oakville, Ontario auf und besuchte die ansässige Iroquois Ridge High School, wo er mit der Schauspielerei begann. 2000 machte er seinen Abschluss.
Sein Spielfilmdebüt gab er 2002 mit einer kleinen Rolle in dem Film K-19 – Showdown in der Tiefe an der Seite von Harrison Ford und Liam Neeson. Es folgten weitere Filmrollen und 2005 die erste Nebenrolle in Der Exorzismus von Emily Rose. 2007 spielte er eine der Hauptrollen in George A. Romeros Diary of the Dead. Auch in der zehnteiligen Miniserie The Pacific, die die Thematik des Zweiten Weltkriegs im Pazifik aufgreift, hatte er eine Rolle. Des Weiteren spielt er 2009 in der Fernsehserie The Unusuals mit.

## Filmografie
- 2002: K-19 – Showdown in der Tiefe (K-19: The Widowmaker)
- 2004: Ein Zuhause am Ende der Welt (A Home at the End of the World) ungenannt
- 2005: National Lampoon’s Adam & Eve
- 2005: Der Exorzismus von Emily Rose (The Exorcism of Emily Rose)
- 2006: Clive Barkers Die Seuche (The Plague)
- 2007: Full of It – Lügen werden wahr (Full of It)
- 2007: Diary of the Dead (George A. Romero’s Diary of the Dead)
- 2008: Der Tag, an dem die Erde stillstand (The Day the Earth Stood Still)
- 2010: The Pacific (Miniserie)
- 2011: Republic of Doyle – Einsatz für zwei (Republic of Doyle, Fernsehserie, 1 Folge)
- 2012: In Their Skin – Sie wollen dein Leben (In Their Skin)
- 2012: The Master
- 2013: The Privileged
- 2014: Kill the Messenger
- 2014: Fargo (Fernsehserie, 6 Folgen)
- 2016: Person of Interest (Fernsehserie, 5 Folgen)
- 2018: Die Wahrheit über den Fall Harry Quebert (The Truth About the Harry Quebert Affair, Fernsehserie, 10 Folgen)
- 2022: Monica